# Jason Priestley
Jason Bradford Priestley (ur. 28 sierpnia 1969 w Vancouver) – kanadyjski aktor, reżyser i producent telewizyjny i filmowy, który popularność zdobył dzięki roli Brandona Walsha w operze mydlanej dla młodzieży Beverly Hills, 90210 (1990–2000). Gościnnie pojawił się też w sitcomie stacji Warner Bros. Siostrzyczki.

## Życiorys

### Wczesne lata
Przyszedł na świat jako jeden z bliźniaków (ma siostrę Justine) przedstawiciela producenta tkanin Lorne'a Priestleya i Sharon Kirk, agentki nieruchomości i byłej aktorki. Dorastał w Vancouver. Mając pięć lat pojawiał się w reklamach telewizyjnych. W wieku ośmiu lat zadebiutował w filmie telewizyjnym CBS Stacey (1977). Jako siedemnastolatek wystąpił w dramacie CBS Pomocna dłoń (Nobody's Child, 1986) u boku Kathy Baker i kinowym filmie fantasy Chłopiec, który umiał latać (The Boy Who Could Fly, 1986) z Cameronem Bancroftem.
Uczęszczał do Argyle Secondary School w North Vancouver.

### Kariera
W 1987 roku przeprowadził się do Los Angeles. Następnie pojawił się gościnnie w serialu Airwolf (1987), FOX 21 Jump Street (1987) z Johnny Deppem, Niebezpieczna zatoka (Danger Bay, 1987), ABC MacGyver (1988), NBC Zagubiony w czasie (Quantum Leap, 1989) ze Scottem Bakulą, sitcomie NBC Siostra Kate (Sister Kate, 1989) ze Stephanie Beacham jako niesforny sierota Todd Mahaffey.
Stał się znany dzięki postaci Buzza Gundersona w serialach: Aniołek z piekła rodem (Teen Angel, 1989) i Powroty nastoletniego anioła (Teen Angel Returns, 1990). Międzynarodową popularność zawdzięcza roli Brandona Walsha w operze mydlanej dla młodzieży Spelling Television Beverly Hills, 90210 (1990–2000), za którą w 1993 i 1995 roku zdobył nominację do nagrody Złotego Globu.
Był gospodarzem programu NBC Saturday Night Live (1992). Zagrał także w teledysku Roya Orbisona „I Drove All Night” (1992) u boku Jennifer Connelly. Pochlebne recenzje zebrał za kreację Roya Darpiniana w dramacie komediowym Dziewczyny z kalendarza (Calendar Girls, 1993). Znalazł się w obsadzie westernu Tombstone (1993) u boku takich aktorów jak Kurt Russell, Val Kilmer, Sam Elliott, Bill Paxton, Michael Biehn i Charlton Heston oraz jako Gary w dreszczowcu Oko obserwatora (Eye of the Beholder, 1999) z Ewanem McGregorem i Ashley Judd. Zajął się także reżyserią, zrealizował m.in. kilku odcinków Siódme niebo, Beverly Hills, 90210, 90210 i własną produkcję Mów mi Fitz (Call Me Fitz, 2010).
W 2000 zadebiutował na londyńskiej scenie w sztuce Warrena Leighta Strona człowieka (Side Man). Trzy lata później odegrał postać biseksualnego detektywa w komediodramacie Marka Zuckera Die, Mommie, Die!.

### Życie prywatne
2 lutego 1999 roku zawarł związek małżeński z makijażystką Ashlee Petersen, z którą się rozwiódł 2 stycznia 2000.
3 grudnia 1999 roku został aresztowany za spowodowanie wypadku pod wpływem alkoholu. 28 marca 2000 roku prowadził samochód pod wpływem narkotyków.
W marcu 2003 poznał Naomi Lowde, z którą się związał w kwietniu 2004 i poślubił w dniu 14 maja 2005 roku. Mają córkę Avę (ur. 2 lipca 2007) i syna (ur. 9 lipca 2009).